# ノルマルム広場強盗事件

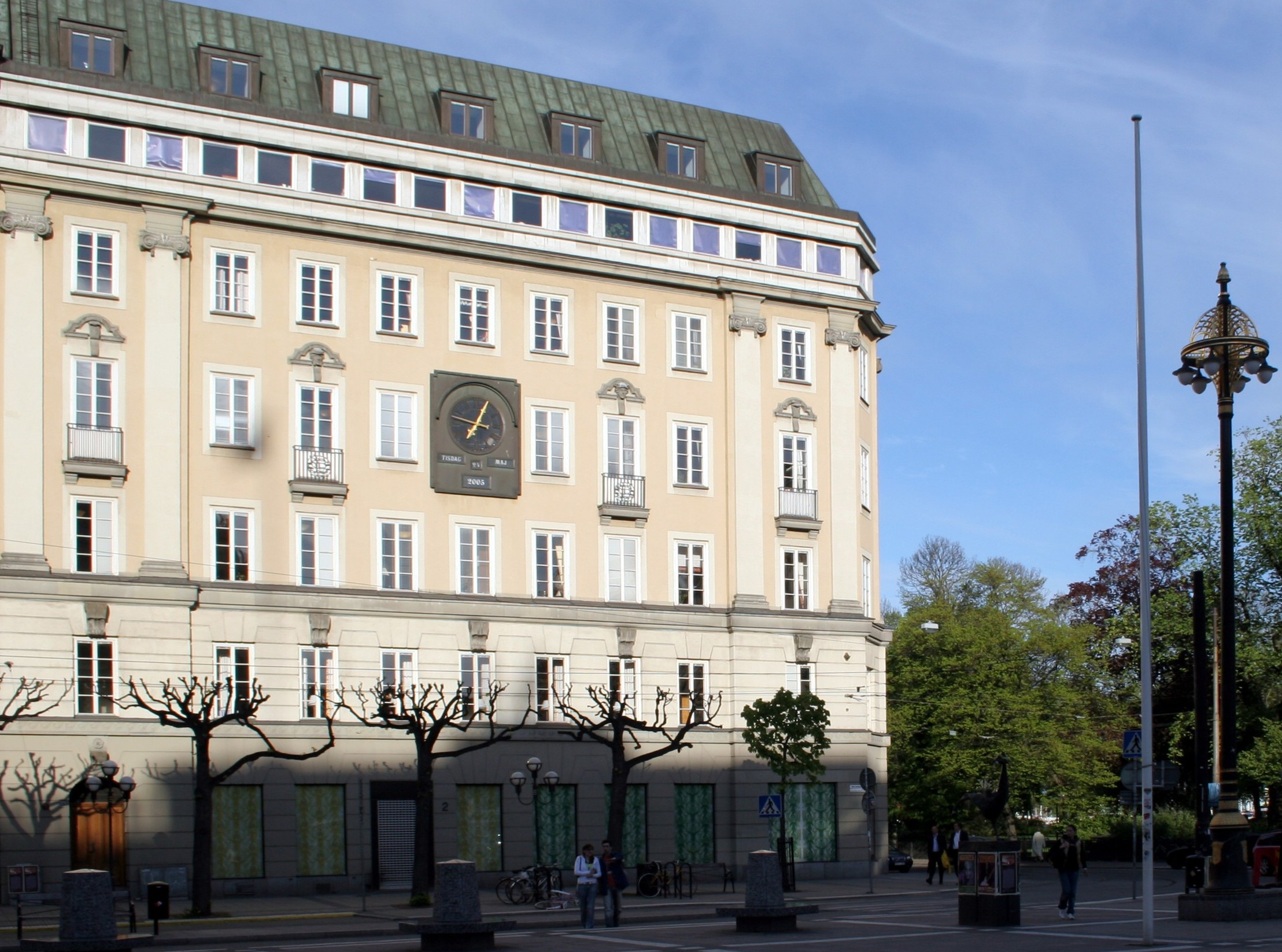
ノルマルム広場の旧クレジット銀行の建物、2005年撮影。

ノルマルム広場強盗事件（ノルマルムひろばごうとうじけん、スウェーデン語: Norrmalmstorgsdramat、英語: Norrmalmstorg robbery）は、ストックホルム症候群という語句の起源となったことで知られる銀行強盗および人質事件。この事件は、1973年にスウェーデンのストックホルムにあるノルマルム広場（Norrmalmstorg）で発生した。スウェーデンの犯罪事件としては、テレビで生中継された最初の事例となった。

## 事件の概要
1973年8月23日、刑務所から仮釈放中だったヤン＝エリック・オルソン（Jan-Erik Olsson）は、サブマシンガンで武装し、ストックホルム中心部のノルマルムス広場にあったクレジットバンケン（信用銀行：Kreditbanken）に押し入った。オルソンは、事件直後に駆けつけた警官に発砲し、ひとりの手に軽傷を負わせた。その後オルソンは当初は9人の銀行員を人質に取り、続く警察との交渉によって同日のうちに5人を解放したが、女性3人、男性1人の銀行員を継続して人質として拘束し、銀行内に立てこもった。
オルソンは、300万クローネの現金と、オルソンの友人で1966年に起こした銀行強盗の罪で服役中だったクラーク・オロフソン（Clark Olofsson）の解放、そして逃走を認めることを要求した。オロフソンは、16歳の時から、武装強盗や暴行など何度も犯罪に関わっていた人物であった、「スウェーデン史上、最も有名な銀行強盗」とされる人物である。警察はこの要求を呑み、現金を提供し、オロフソンをオルソンに合流させる。また、交渉の結果、逃走用の車が提供されることとなったが、逃走しようとするとしても人質を連れて行くことは許さないということになった。
8月25日、警察は犯人たちが人質たちとともに立てこもっていた金庫室を封鎖し、食料の提供要求を拒否。
8月27日、警察は犯人や人質たちのいる金庫室の天井に穴を開けて、武器を捨てて投降しなければ「最後の手段を取る」などと、説得を試みた。オロフソンはこの穴に向かって2度発砲し、2回目のときにひとりの警官の手と顔を負傷させている。同日、オルソンはオロフ・パルメ首相に電話し、安全に脱出させなければ人質を即座に殺すと脅迫した。翌日、再び首相に電話が入ったが、この電話は人質のクリスティン・エンマーク（Kristin Enmark）からのもので、首相の強硬な姿勢に自分は不満であり、犯人たちとともに人質たちを現場から去らせてほしいと訴える内容だった。人質たちは、オルソンに脅迫されながらも、警察に対して敵対することも、人質同士の間で敵対することもなかった。
8月28日夜、警察は催涙ガスを使用する強硬策をとり、ガスの注入に気づいた犯人ふたりは自ら金庫外に出てきたところを逮捕された。人質は誰も大きな負傷をしなかった。なお事件解決直後には、パルメ首相も現場へ駆けつけている。

### 事件後
オルソンは懲役10年の判決を受けた。
オルソンは1980年に出所し、自動車販売の仕事に就いて社会復帰した。その後オルソンは、ある経済犯罪の疑いでスウェーデン当局から追われ、10年にわたる逃亡生活を続けた後、2006年に自ら出頭したが、その時点で嫌疑は既に晴れていた。その間、オルソンは、タイに15年間居住し、タイ人女性と結婚している。2009年には、オルソンの自伝『Stockholms-syndromet』（『ストックホルム・シンドローム』） がスウェーデンで出版された。
オロフソンは、その後も犯罪を重ねた。
事件から40周年を迎えた2013年8月23日には、事件に関わった人々へのインタビューが新聞に載り、テレビもこの事件のことを取り上げた。